# 가네코 야스시

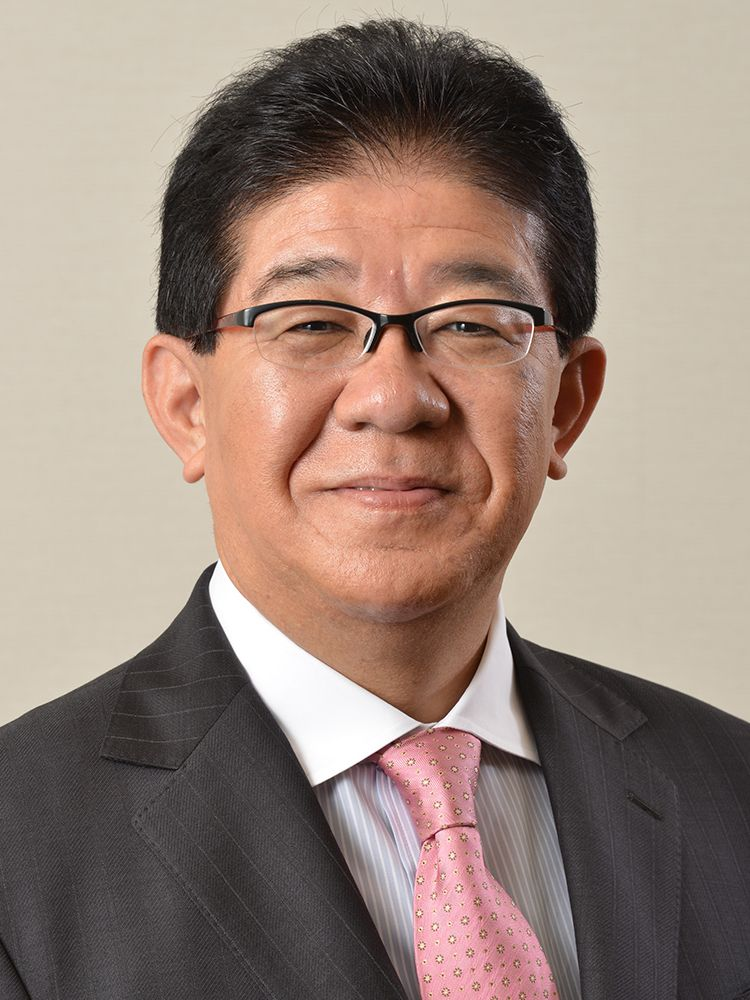
가네코 야스시 중의원

가네코 야스시(金子恭之, 1961년 2월 27일 ~ 일본 구마모토현)는 일본의 정치인이며, 자유민주당 소속의 중의원(8선)이며 기시다 후미오 내각에서 제25 - 26대 총무대신를 맡고 있다. 지역구는 구마모토현 제4구이다. 과거엔 제3차 고이즈미 내각 (개조)에선 농림수산성에 장관 정무관을 역임했고 후쿠다 야스오 내각 (개조)과 아소 다로 내각에서 국토교통부대신을 역임했다.